# Strobilomyia laricis
Strobilomyia laricis är en tvåvingeart som beskrevs av Verner Michelsen 1988. Strobilomyia laricis ingår i släktet Strobilomyia och familjen blomsterflugor. Inga underarter finns listade i Catalogue of Life.